# برطماوات
البرطماوات أو أكاليفاوات (الاسم العلمي: Acalyphoideae) هي أسرة نباتية تتبع فصيلة الحلابية من رتبة الملبيغيات.

## قبائل
- برطماوية
- بلوكنتياوية

## أجناس
- البرطم
- الحميط
- البلوكنتية